# Fuensanta Nieto
Fuensanta Nieto da Cierva (Madri, 18 de abril de 1957), é uma arquitecta espanhola da geração que a partir dos anos noventa adquire prestígio nacional e internacional através de concursos públicos de arquitectura; com diversos prémios e condecorações, entre elas a medalha Alvar Aalto (2015), concedida pelo museu finlandês de arquitectura e pela Associação Finlandesa de Arquitectos (SAFA).

## Trajectória profissional
Fuensanta Nieto é arquitecta titulada pela Escola Técnica Superior de Arquitectura de Madrid (ETSAM) e Master of Science in Building Design pela Graduate School of Architecture and Planning (GSAPP), Universidade de Columbia de Nova York (USA). Na actualidade é professora de projectos na Escola de Arquitectura da Universidade Europeia de Madrid. Fuensanta Nieto dá conferências sobre arquitectura e participa em júris e simpósios em diversas instituições de todo mundo. Desde 1986 a 1991 foi co-directora de revista-a ARQUITECTURA, editada pelo Colégio Oficial de Arquitectos de Madrid.

## Obras
A grande maioria de sua obra como profissional é como ganhadora de concursos públicos e, de facto, seu primeiro projecto importante foi a ampliação da reitoria da Universidade de Vigo, ao ganhar o concurso de adjudicação de obras em 1995.
Mais tarde realiza projectos como as moradias SE-30 em Sevilla (1996-2002), que recebeu o prémio Europan VII Bienal A E 2003; ou o Palácio de Congressos de Mérida (1999-2004), no qual destaca o interesse pelo tratamento da pele do edifício, para o qual não hesitou em colaborar com escultores como Esther Pizarro  neste caso, que realizou uns relevos.
Desenhou o Palácio de Congressos de Zaragoza, que está localizado no meandro de Ranillas e foi construído como motivo da celebração da Mostra Internacional Expo 2008.
Em Las Palmas construiu o Museu do Mar, no  Castillo de la Luz. Esta obra recebeu uma menção especial por parte do júri do Prémio de Arquitectura Espanhola 2015, outorgado pelo Conselho Superior dos Colégios de Arquitectos de Espanha.
No Centro de Criação Contemporânea de Andaluzia, levantado em Córdoba (2005-2013), outra de suas obras, o tratamento da envolvente é realizado em colaboração com o colectivo de artistas Realities:United. Na ampliação do Museu de San Telmo (San Sebastián, Espanha, 2005-2011), o edifício apresenta "uma pele metálica envolvida em líquen e musgo", que é obra dos artistas Leopoldo Ferrán e Agustina Otero, que colaboraram no projecto.
Outra particularidade que apresentam suas obras, em todas elas há uma relação que pode se qualificar de sem preconceitos com a história, na que se baseia para as suas diferentes intervenções em edifícios e meios históricos.